# (17116) 1999 JO57
A (17116) 1999 JO57 a Naprendszer kisbolygóövében található aszteroida. A LINEAR projekt keretében fedezték fel 1999. május 10-én.